# Österrikes herrlandslag i ishockey
Österrikes herrlandslag i ishockey representerar Österrike på herrsidan i ishockey. Första matchen spelades den 2 februari 1912, vid EM 1912 i Prag, där man förlorade med 0–5 mot Böhmen.
Österrike har vunnit två VM-medaljer, brons 1931 och 1947.

## Profiler
- Dieter Kalt
- Thomas Vanek
- Reinhard Divis
- Thomas Koch
- Thomas Pöck
- Martin Ulrich
- Michael Grabner
- Andreas Nödl
- Bernhard Starkbaum

## VM-statistik

### 1928-2006
| VM-Turneringar    | Matcher | Segrar | Oavgjorda | Förluster | Gjorda mål | Insläppta mål | Poäng |
| ----------------- | ------- | ------ | --------- | --------- | ---------- | ------------- | ----- |
| A-VM              | 162     | 46     | 13        | 103       | 394        | 705           | 105   |
| B-VM/Division I   | 167     | 68     | 16        | 83        | 678        | 679           | 152   |
| C-VM/Division II  | 41      | 34     | 4         | 3         | 298        | 92            | 72    |
| D-VM/Division III | 0       | 0      | 0         | 0         | 0          | 0             | 0     |

### 2007-
| VM-Turneringar | Matcher | Segrar | Förluster | Sudden deaths-/Straffläggningssegrar | Sudden deaths-/Straffläggningsförluster | Gjorda mål | Insläppta mål | Poäng |
| -------------- | ------- | ------ | --------- | ------------------------------------ | --------------------------------------- | ---------- | ------------- | ----- |
| VM             | 32      | 5      | 22        | 3                                    | 2                                       | 62         | 133           | 23    |
| Division I     | 30      | 21     | 5         | 3                                    | 1                                       | 139        | 59            | 70    |
| Division II    | 0       | 0      | 0         | 0                                    | 0                                       | 0          | 0             | 0     |
| Division III   | 0       | 0      | 0         | 0                                    | 0                                       | 0          | 0             | 0     |

- ändrat poängsystem efter VM 2006, där seger ger 3 poäng istället för 2 och att matcherna får avgöras genom sudden death (övertid) och straffläggning vid oavgjort resultat i full tid. Vinnaren får där 2 poäng, förloraren 1 poäng.